# Мисюля, Наталья Владимировна
Ната́лья Влади́мировна Мисю́ля (бел. Наталля Уладзіміраўна Місюля; род. 14 апреля 1966, Витебский район, Витебская область), в девичестве Дмитроченко (бел. Дмітрачэнка) — советская и белорусская легкоатлетка, специалистка по спортивной ходьбе. Выступала за сборные СССР и Белоруссии по лёгкой атлетике в 1986—2005 годах, чемпионка Европы в помещении, победительница и призёрка первенств республиканского значения, участница двух летних Олимпийских игр. Мастер спорта СССР международного класса.

## Биография
Наталья Дмитроченко родилась 14 апреля 1966 года в деревне Пестуница Витебской области Белорусской ССР. Впоследствии постоянно проживала в Гродно, окончила Гродненский техникум физической культуры.
Начала заниматься лёгкой атлетикой под руководством Анатолия Васильевича Емельяненко, затем в течение многих лет была подопечной тренера Бориса Григорьевича Дроздова.
По итогам сезона 1985 года удостоена почётного звания «Мастер спорта СССР международного класса».
В 1986 году на IX летней Спартакиаде народов СССР в Ташкенте выиграла серебряную медаль в ходьбе на 10 000 метров. Также стартовала на чемпионате страны в рамках Игр доброй воли в Москве, но здесь сошла с дистанции, не показав никакого результата.
В 1987 году вошла в состав советской сборной и выступила на чемпионате Европы в помещении в Льевене — в дисциплине 3000 метров превзошла всех своих соперниц и завоевала золотую медаль.
После распада Советского Союза продолжила спортивную карьеру в составе белорусской национальной сборной. Так, в 1993 году представляла Белоруссию на Кубке мира по спортивной ходьбе в Монтеррее, где в личном зачёте 10 км закрыла двадцатку сильнейших, и на чемпионате мира в Штутгарте, где в той же дисциплине заняла 17-е место.
В 1994 году финишировала шестой на чемпионате Европы в Хельсинки.
В 1995 году показала 21-й результат на Кубке мира в Пекине и 18-й результат на чемпионате мира в Гётеборге.
Благодаря череде удачных выступлений удостоилась права защищать честь страны на летних Олимпийских играх 1996 года в Атланте — в 10-километровой гонке с результатом 45:11 пришла к финишу 17-й.
В 1997 году заняла 14-е место на Кубке мира в Подебрадах.
В 1998 году показала 16-й результат на Кубке Европы в Дудинце и 10-й результат на чемпионате Европы в Будапеште.
В 1999 году на Кубке мира в Мезидон-Канон сошла с дистанции в 20 км, тогда как на чемпионате мира в Севилье стала 14-й.
Находясь в числе лучших белорусских ходоков, благополучно прошла отбор на Олимпийские игры 2000 года в Сиднее — на сей раз в ходьбе на 20 км с результатом 1:33:08 была девятой.
В 2001 году на Кубке Европы в Дудинце стала десятой и третьей в личном и командном зачётах 20 км соответственно.
В 2004 году на Кубке мира в Наумбурге заняла 21-е место.
В 2005 году одержала победу на чемпионате Белоруссии в Несвиже, финишировала восьмой на Кубке Европы в Мишкольце, в то время как на чемпионате мира в Хельсинки сошла.
Замужем за известным белорусским ходоком Евгением Мисюлей.